# أساطير كتالونية

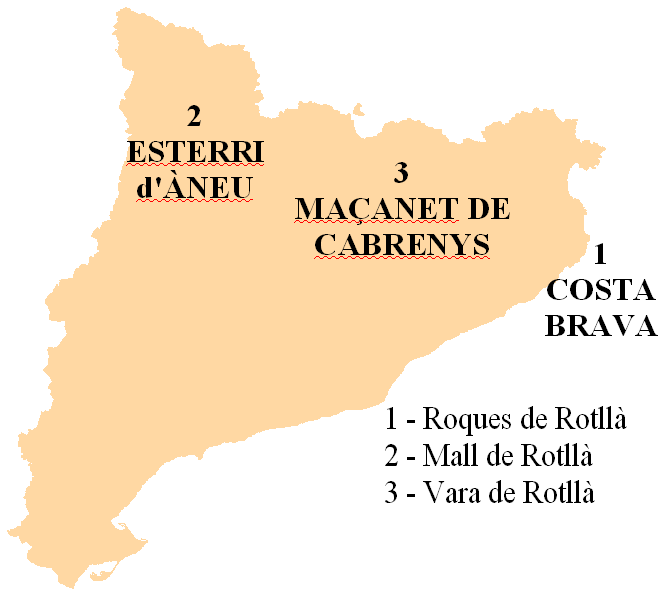
لفافة

الأساطير الكتالونية (بالإنجليزية: Catalan myths) هي الأساطير والحكايات أو السير المقدسة التقليدية للعالم الناطق بالكتالونية، وخاصة كتالونيا نفسها، والتي تناقلتها لأجيال كجزء من الثقافة الشعبية لتلك المنطقة.

## الشخصيات الأسطورية
- ألوجا [الإنجليزية]: هو كائن أنثوي يعيش في أماكن المياه العذبة. يمكن أن تتحول «المرأة المائية» إلى طيور شحرور مائية. يمكنها تحويل نفسها لتبدو وكأنها إنسان، أو ثعبان البحر.[1]
- دِب [الإنجليزية]: هو كلب الجحيم، مخلوق شبيه بالكلاب مشعر، مؤذٍ، يشرب الدم على غرار الكلاب السوداء في الجزر البريطانية.[2]
- وحش بانيوليز [الإنجليزية]: هو وحش أو تنين يعيش في بحيرة بانيوليز [الإنجليزية]. وحش من عصور ما قبل التاريخ ذو مظهر مريع.[3]